# 艾尼希
艾尼希是德国莱茵兰-普法尔茨州的一个市镇。总面积3.09平方公里，总人口141人，其中男性73人，女性68人（2011年12月31日），人口密度46人/平方公里。